# Max et Mona
 (septembre 2012).
Si vous disposez d'ouvrages ou d'articles de référence ou si vous connaissez des sites web de qualité traitant du thème abordé ici, merci de compléter l'article en donnant les références utiles à sa vérifiabilité et en les liant à la section « Notes et références ».
Pour plus de détails, voir Fiche technique et Distribution.
Max et Mona (Max and Mona) est une Comédie réalisée par le cinéaste sud-africain Teddy Mattera en 2004, racontant les tribulations d’un jeune pleureur traditionnel et de la chèvre sacrée de son village. 

## Synopsis
Tout le village s’est cotisé pour que le rêve de Max d’être médecin devienne réalité, mais au moment du départ, la chèvre sacrée du village lui est confiée par mégarde.
Conscient de cette confusion, Max se doit de protéger Mona à tout prix car si elle vient à disparaître, c’est la malédiction assurée pour toute sa tribu. Malgré les recommandations de sa mère, Max atterrit chez son oncle Norman, un filou aux prises avec des gangsters qui menacent de le tuer pour une dette non réglée.
Norman découvre le talent de pleureur de son neveu et décide de l’exploiter au maximum : avec le sida, la mort est devenue banale et les gens ne pleurent plus, mais la croyance dit bien qu’il faut des pleurs salvateurs pour que le défunt accède au monde des ancêtres. C’est ainsi que les funérailles deviennent leur business familial.

## Fiche technique
- Titre : Max et Mona
- Titre original : Max and Mona
- Réalisateur : Teddy Mattera
- Producteur : Tendeka Matatu
- Producteur exécutif : Joël Phiri et Jeremy Nathan
- Production : DV8 FILMS (Johannesburg)
- Directeur de la photographie : Ivan Leathers
- Producteur designer : Dimitri Repanis
- Musique : Phillip Miller
- Langue : Anglais sous titré français
- Format : Vidéo
- Genre : Comédie
- Durée : 99 minutes
- Date de réalisation : 2004
- Couleurs

## Distinctions
Max et Mona a remporté le « Prix Oumarou Ganda » (meilleure première œuvre) lors de l'édition 2005 du Festival panafricain du cinéma et de la télévision de Ouagadougou[réf. nécessaire].